# Phascogale
Phascogale es un género de marsupiales dasiuromorfos de la familia Dasyuridae conocidos vulgarmente como tafas, ratas marsupiales de cola peluda o fascogalos. Son endémicos de Australia.